# Longueur de Debye
Pour les articles homonymes, voir Debye.

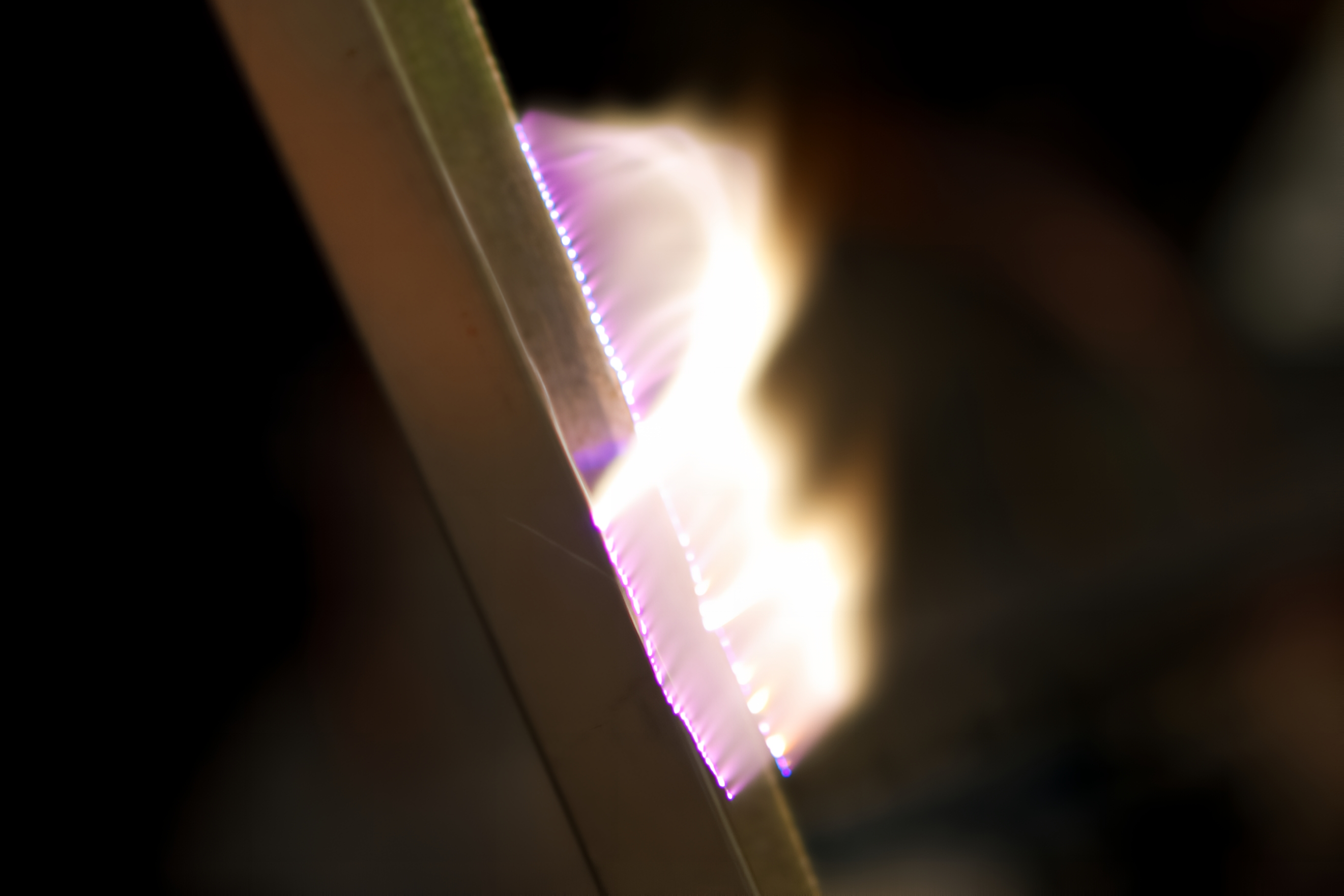
Plasma entre les électrodes des champs jacobiens.

En physique des plasmas, la longueur de Debye, en référence au chimiste néerlandais Peter Debye, est l'échelle de longueur sur laquelle les charges électriques (par exemple les électrons) écrantent le champ électrostatique dans un plasma ou un autre conducteur. Autrement dit, la longueur de Debye est la distance au-delà de laquelle une séparation significative des charges peut avoir lieu.
La longueur de Debye apparait aussi dans la théorie des solutions d'électrolyte ; elle y définit la longueur sur laquelle les ions présents en solution font écran au champ électrique, généré par exemple par une paroi chargée ou un colloïde.
De manière équivalente, la longueur de Debye caractérise l'épaisseur de la double couche électrique, nom donné à la couche diffuse d'ions qui apparait en vis-à-vis d'une surface chargée, porteuse d'une charge nette opposée à celle de la surface.

## Origine physique
La longueur de Debye se pose dans la description thermodynamique des systèmes à grand nombre de charges mobiles. Dans un système de N différentes espèces de charges, la {\displaystyle j}-ième espèce porte la charge {\displaystyle q_{j}} et a une concentration {\displaystyle n_{j}(\mathbf {r} )} à la position {\displaystyle \mathbf {r} }. D'après le dénommé "primitive model", ces charges sont réparties dans un milieu continu qui est caractérisé seulement par sa permittivité relative statique {\displaystyle \varepsilon _{r}}. La répartition des charges dans le milieu est donnée par un potentiel électrique {\displaystyle \Phi (\mathbf {r} )} qui satisfait l'équation de Poisson:
{\displaystyle \nabla ^{2}\Phi (\mathbf {r} )=-{\frac {1}{\varepsilon _{r}\varepsilon _{0}}}\,\sum _{j=1}^{N}q_{j}\,n_{j}(\mathbf {r} )},
où {\displaystyle \varepsilon _{0}} est la permittivité  diélectrique du vide.
Ces charges mobiles créent aussi un mouvement en réponse à la force de Coulomb associée {\displaystyle -q_{j}\,\nabla \Phi (\mathbf {r} )}.
La concentration de la {\displaystyle j}-ième espèce de charge est décrite par la distribution de Boltzmann:
{\displaystyle n_{j}(\mathbf {r} )=n_{j}^{0}\,\exp \left(-{\frac {q_{j}\,\Phi (\mathbf {r} )}{k_{B}T}}\right)},
où {\displaystyle k_{B}} est la constante de Boltzmann et {\displaystyle n_{j}^{0}} est la concentration moyenne de charge de l'espèce j.
En identifiant les concentrations instantanées et le champ moyen dans ces deux équations, cela donne l'équation de Poisson-Boltzmann.
{\displaystyle \nabla ^{2}\Phi (\mathbf {r} )=-{\frac {1}{\varepsilon _{r}\varepsilon _{0}}}\,\sum _{j=1}^{N}q_{j}n_{j}^{0}\,\exp \left(-{\frac {q_{j}\,\Phi (\mathbf {r} )}{k_{B}T}}\right)}.
Une solution peut être trouvée pour les systèmes à hautes températures lorsque {\displaystyle q_{j}\,\Phi (\mathbf {r} )\ll k_{B}T} par un développement en série de Taylor de la fonction exponentielle:
{\displaystyle \exp \left(-{\frac {q_{j}\,\Phi (\mathbf {r} )}{k_{B}T}}\right)\approx 1-{\frac {q_{j}\,\Phi (\mathbf {r} )}{k_{B}T}}}.
Cette approximation donne l'équation de Poisson-Boltzmann linéarisée
{\displaystyle \nabla ^{2}\Phi (\mathbf {r} )=\left(\sum _{j=1}^{N}{\frac {n_{j}^{0}\,q_{j}^{2}}{\varepsilon _{r}\varepsilon _{0}\,k_{B}T}}\right)\,\Phi (\mathbf {r} )-{\frac {1}{\varepsilon _{r}\varepsilon _{0}}}\,\sum _{j=1}^{N}n_{j}^{0}q_{j}}
qui est aussi connue sous le nom d'équation de Debye-Hückel. Le second terme de la partie droite disparaît pour les systèmes électriquement neutres. Le terme entre parenthèses est homogène à l'inverse d'une longueur au carré et donne la longueur caractéristique :
{\displaystyle \lambda _{D}=\left({\frac {\varepsilon _{r}\varepsilon _{0}\,k_{B}T}{\sum _{j=1}^{N}n_{j}^{0}\,q_{j}^{2}}}\right)^{1/2}}
dite longueur de Debye. Le potentiel produit par une charge ponctuelle externe {\displaystyle \rho _{\rm {ext}}=Q\delta (\mathbf {r} )}  est:
{\displaystyle \Phi (\mathbf {r} )={\frac {Q}{4\pi \varepsilon r}}e^{-r/\lambda _{\rm {D}}}}.
Le potentiel de Coulomb est écranté exponentiellement par le milieu, sur une distance de l’ordre de la longueur de Debye : ceci est appelé écrantage de Debye.

## Quelques exemples
Dans l'espace, la densité d'électrons dans les plasmas est relativement faible, ce qui permet d'obtenir les ordres de grandeurs macroscopiques pour la longueur de Debye présentés dans le tableau ci-dessous :
| Plasma                 | Densité ne (m-3) | Température des électrons T (K) | Champ magnétique B (T) | Longueur de Debye λD (m) |
| ---------------------- | ---------------- | ------------------------------- | ---------------------- | ------------------------ |
| Décharge dans un gaz   | 1016             | 104                             | —                      | 10-4                     |
| Tokamak                | 1020             | 108                             | 10                     | 10-4                     |
| Ionosphère             | 1012             | 103                             | 10-5                   | 10-3                     |
| Magnétosphère          | 107              | 107                             | 10-8                   | 102                      |
| Noyau solaire          | 1032             | 107                             | —                      | 10-11                    |
| Vent solaire           | 106              | 105                             | 10-9                   | 10                       |
| Milieu interstellaire  | 105              | 104                             | 10-10                  | 10                       |
| Milieu intergalactique | 1                | 106                             | —                      | 105                      |

## La longueur de Debye dans un plasma
Pour un plasma faiblement collisionnel, l’écrantage de Debye peut être introduit de manière intuitive en tenant compte de son caractère granulaire. Imaginons une sphère autour d’un de ses électrons, et comparons le nombre d’électrons traversant cette sphère avec et sans répulsion de Coulomb. Avec la répulsion, ce nombre est plus petit. Par conséquent, selon le théorème de Gauss, la charge apparente du premier électron est plus petite qu’en l’absence de répulsion. Plus le rayon de la sphère est grand, plus le nombre de particules défléchies est grand, et plus la charge apparente est petite : c’est l’écrantage de Debye. Puisque la déviation globale des particules inclut les contributions de beaucoup d’autres, la densité des électrons ne change pas, en contradiction avec l’écrantage au voisinage d’une paroi matérielle. Les ions apportent une contribution similaire à l’écrantage, en raison de la déviation coulombienne attractive de charges avec des signes opposés.
Cette image intuitive conduit à un calcul efficace de l’écrantage de Debye (voir la section II.A.2 de Meyer-Vernet, 1993). L’hypothèse d’une distribution de Boltzmann n’est pas nécessaire dans ce calcul : elle fonctionne pour n’importe quelle fonction de distribution des particules. Le calcul évite également de traiter les plasmas faiblement collisionnels comme milieux continus. Un calcul N-corps révèle que l’accélération de Coulomb d’une particule par une autre est modifiée par une contribution intermédiée par toutes les autres particules, signature de l’écrantage de Debye (voir la section 8 d'Escande et al., 2018). En partant avec des positions aléatoires des particules, l’échelle de temps typique pour l’écrantage est le temps mis par une particule thermique pour traverser une longueur de Debye, c.-à-d. l’inverse de la fréquence du plasma. Par conséquent, dans un plasma faiblement collisionnel, les collisions jouent un rôle essentiel en apportant un processus d’auto-organisation coopérative : l’écrantage de Debye.
L'expression de la longueur de Debye ({\displaystyle \lambda _{\mathrm {D} }}) dans un plasma est :
{\displaystyle \lambda _{\mathrm {D} }={\sqrt {\frac {\displaystyle {\frac {\varepsilon _{0}\,k_{B}}{q_{\mathrm {e} }^{2}}}}{\displaystyle {\frac {n_{\mathrm {e} }}{T_{\mathrm {e} }}}+\displaystyle \sum _{\mathrm {ij} }{\frac {j^{2}n_{\mathrm {ij} }}{T_{\mathrm {i} }}}}}}}
où:
{\displaystyle \lambda _{\mathrm {D} }} est la longueur de Debye,
{\displaystyle \varepsilon _{0}} est la permittivité du vide,
{\displaystyle k_{\mathrm {B} }} est la constante de Boltzmann,
{\displaystyle q_{\mathrm {e} }} est la charge d'un électron,
{\displaystyle T_{\mathrm {e} }} et {\displaystyle T_{\mathrm {i} }} sont respectivement les températures des électrons et des ions,
{\displaystyle n_{\mathrm {e} }} est la densité d'électrons,
{\displaystyle n_{\mathrm {ij} }} est la densité d'atomes {\displaystyle i} ayant une charge {\displaystyle jq_{\mathrm {e} }}.
Le terme ionique est souvent négligé (lorsque la température des ions est négligeable devant celle des électrons}. La formule se simplifie alors en :
{\displaystyle \lambda _{\mathrm {D} }={\sqrt {\frac {\varepsilon _{0}\,k_{\mathrm {B} }\,T_{\mathrm {e} }}{n_{\mathrm {e} }\,{q_{\mathrm {e} }}^{2}}}}}

## La longueur de Debye dans un électrolyte

### Expression
En présence de {\displaystyle n} types d'ions de charge {\displaystyle q_{\mathrm {i} }} ({\displaystyle i=1,\ldots ,n}) dans la solution d'un électrolyte, la longueur de Debye ({\displaystyle \lambda _{\mathrm {D} }}) est donnée par : 
{\displaystyle \lambda _{\mathrm {D} }={\sqrt {\frac {\varepsilon _{\mathrm {d} }k_{\mathrm {B} }T}{\sum _{\mathrm {i} }\,q_{\mathrm {i} }^{2}\,C_{\mathrm {i} }^{0}}}}},
où : 
- {\displaystyle \varepsilon _{\mathrm {d} }=\varepsilon _{0}\,\varepsilon _{\mathrm {r} }} est la permittivité diélectrique du solvant ({\displaystyle \varepsilon _{0}} étant la permittivité diélectrique du vide, environ égale à {\displaystyle 8,85.10^{-12}{\text{ F/m}}}, et {\displaystyle \varepsilon _{\mathrm {r} }} la permittivité relative du solvant : dans l'eau à température ambiante {\displaystyle \varepsilon _{\mathrm {r} }\approx 80}) ;
- {\displaystyle T} est la température exprimée en kelvins ; {\displaystyle k_{\mathrm {B} }} est la constante de Boltzmann, environ égale à {\displaystyle 1,38.10^{-23}{\text{ J/K}}}, qui relie température et énergie thermique ;
- {\displaystyle C_{\mathrm {i} }^{0}} est la concentration en ions de charge {\displaystyle q_{\mathrm {i} }} loin de la charge écrantée (là où le champ électrique est nul), exprimée en {\displaystyle \mathrm {ions/m^{3}} }.

Cette expression de la longueur de Debye apparait lors de la résolution de l'équation de Poisson-Boltzmann, qui décrit l'écrantage d'une charge par les ions dans une solution d'électrolyte.
Dans le cas d'un électrolyte monovalent comme le chlorure de sodium (NaCl) ou le chlorure de potassium (KCl) : 
{\displaystyle \lambda _{\mathrm {D} }={\sqrt {\frac {\varepsilon _{\mathrm {d} }\,k_{\mathrm {B} }T}{2e^{2}C_{\mathrm {s} }^{0}}}}},
où {\displaystyle C_{\mathrm {s} }^{0}} est la concentration en électrolyte de la solution, exprimée en {\displaystyle \mathrm {ions/m^{3}} }.
Lors des applications numériques, les concentrations molaires ({\displaystyle C}) en ions, exprimées en {\displaystyle \mathrm {mol/L} }, doivent être converties en concentrations {\displaystyle C_{\mathrm {s} }^{0}} exprimées en {\displaystyle \mathrm {ions/m^{3}} } ; on utilise pour cela la formule suivante : 
{\displaystyle C_{\mathrm {s} }^{0}(\mathrm {ions/m^{3}} )=C(\mathrm {mol/L} )\times N_{\mathrm {A} }(\mathrm {ion/mol} )\times 10^{3}(\mathrm {L/m^{3}} ),}
où {\displaystyle N_{\mathrm {A} }} est le nombre d'Avogadro ≈ 6,022 × 1023 ion/mol.

### Épaisseur de la double couche électrique
La longueur de Debye correspond à l'épaisseur de la double couche électrique qui recouvre la surface électriquement chargée d'un solide en contact avec une solution aqueuse contenant des électrolytes dissous. Ce concept est important pour la compréhension du comportement de nombreuses surfaces électriquement chargées comme celles des électrodes utilisées en électrochimie, celle des minéraux argileux dont la surface est naturellement chargée négativement, ainsi que celles des particules colloïdales et des membranes cellulaires. 
Dans une solution aqueuse de sel monovalent (NaCl ou KCl) à température ambiante (20 °C), la longueur de Debye ({\displaystyle \lambda _{\mathrm {D} }}) ne dépend plus que de la concentration {\displaystyle C} en ion monovalent, exprimée en mol/L : 
{\displaystyle \lambda _{\mathrm {D} }={\frac {\text{0,3 nm}}{\sqrt {C\mathrm {(mol/L)} }}}}.
La longueur de Debye ({\displaystyle \lambda _{\mathrm {D} }}) diminue lorsque la concentration {\displaystyle C} en ion monovalent augmente.
Pour les solutions contenant également des ions divalents et trivalents (toutefois, ces derniers sont souvent moins solubles), la concentration {\displaystyle C} en ion monovalent ci-dessus doit être remplacée par la force ionique ({\displaystyle I}) de la solution. 
{\displaystyle \lambda _{\mathrm {D} }={\frac {\text{0,3 nm}}{\sqrt {I\mathrm {(mol/L)} }}}}.
L'épaisseur de la double couche électrique des minéraux argileux diminue quand la force ionique de la solution augmente. On dit alors que la double couche électrique est comprimée, ou encore qu'elle collapse. L'épaisseur de la double couche électrique influence la porosité accessible à la diffusion des anions et des cations en milieu argileux compacté. Les anions subissent l'exclusion de Donnan, tandis qu'une partie des cations se concentre dans la double couche électrique (couche dense de Stern et couche diffuse) où ils peuvent être mobiles. 
Dans l'eau pure (situation extrêmement difficile à réaliser expérimentalement), l'auto-dissociation de l'eau donne lieu à la présence d'ions {\displaystyle {\text{H}}^{+}} et {\displaystyle {\text{OH}}^{-}}, avec une concentration de {\displaystyle 10^{-7}{\text{ mol/L}}} chacun. Ainsi, même dans une situation idéale, le champ électrique sera écranté dans l'eau sur une distance de l'ordre de 700 nm, inférieure au micron. Pour des concentrations en sel significatives, la longueur de Debye varie de quelques dizaines de nanomètres à une fraction de nanomètre.